# County town
Una county town (en gaèlic irlandès Príomhbhaile Contae) és la capital d'un comtat del Regne Unit o d'Irlanda. Les county town són normalment la seu de les funcions administratives o judicials, o la ciutat principal d'un comtat. Finalment, el concepte d'una county town va ser separat del seu significat original d'administrador del comtat en el qual es basa. De fet, moltes ciutats comtat tenen l'estatus de city, però són conegudes com a town, independentment de si l'estatus de ciutat es compleix o no.
Cal tenir en compte que en l'est del Canadà i als Estats Units, el terme seu de comtat (county seat) és normalment usat per a la mateixa fi. No obstant això, en l'estat de Louisiana, es fa servir el terme parish seat.

## County towns abans de la reforma del segle XIX

### Regne Unit

#### Comtats històrics d'Anglaterra
Aquesta llista mostra les county towns abans de les reformes del 1889.
| Comtat           | County town |
| ---------------- | --- |
| Bedfordshire     | Bedford |
| Berkshire        | Abingdon.¹ L'estiu del 1867 fou traslladada a Reading. Aquesta decisió fou aprovada oficialment pel consell privat el 1869. |
| Buckinghamshire  | Aylesbury², tot i que el nom del comtat deriva de Buckingham                                                                |
| Cambridgeshire   | Cambridge |
| Cheshire         | Chester |
| Cornualla        | Truro (Cornualla) 3 |
| Cumberland       | Carlisle 4 |
| Derbyshire       | Derby |
| Devon            | Exeter |
| Dorset           | Dorchester |
| Comtat de Durham | Durham |
| Essex            | Chelmsford |
| Gloucestershire  | Gloucester |
| Hampshire        | Winchester tot i que el nom del comtat deriva de Southampton                                                                |
| Herefordshire    | Hereford |
| Hertfordshire    | Hertford |
| Huntingdonshire  | Huntingdon |
| Kent             | Maidstone ⁵ |
| Lancashire       | Lancaster, substituït per Preston, on el County Hall fou creat el 1882.⁶                                                    |
| Leicestershire   | Leicester |
| Lincolnshire     | Lincoln |
| Middlesex        | Brentford, Clerkenwell, la City de Londres o Westminster per diferents funcions 7                                           |
| Norfolk          | Norwich |
| Northamptonshire | Northampton |
| Northumberland   | Alnwick 8 |
| Nottinghamshire  | Nottingham 13 |
| Oxfordshire      | Oxford |
| Rutland          | Oakham |
| Shropshire       | Shrewsbury |
| Somerset         | Taunton ⁹ |
| Staffordshire    | Stafford |
| Suffolk          | Ipswich |
| Surrey           | Guildford ¹⁰ |
| Sussex           | Chichester o Lewes 11 |
| Warwickshire     | Warwick |
| Westmorland      | Appleby |
| Wiltshire        | Trowbridge 12 encara que el nom del comtat ve de Wilton                                                                     |
| Worcestershire   | Worcester |
| Yorkshire        | York |

1. La seu fou traslladada a Reading, on hi eren la presó i el correccional; però durant els estius els tribunals van funcionar a Abingdon, on es va mantenir el palau de justícia (Bridewell). Els cavallers del comtat eren nomenats a Reading i elegits a Abingdon.[4]
2. Sir John Baldwin, cap de Justícia dels Delictes Comuns, va provocar el seu trasllat a Aylesbury. Els cavallers del comtat continuaren sent elegits a Buckingham. L'edició del 1911 de l'Enciclopèdia Britànica considerà Buckingham la county town.[4]
3. El tribunal del comtat es troba a Bodmin, i l'Enciclopèdia Britànica del 1911 considerà Bodmin la county town. Abans del 1835 fou Launceston.
4. Els cavallers del comtat eren elegits a Cockermouth.
5. East Kent i West Kent tenien administracions separades fins al 1814, amb les sessions d'East Kent a Canterbury, i les de West Kent a Maidstone.
6. El 1787 les Sessions Trimestrals de Lancashire decretaren que en endavant les reunions per tractar els afers generals del comtat es farien a Preston, per ser aquesta una ciutat situada en un "lloc central del comtat." Els magistrats del Lonsdale Hundred refusaren acceptar la decisió, i només acceptaven reunir-se a Lancaster. L'afer no es va solucionar fins a l'aprovació de la llei parlamentària (38 Geo.III c.58) que establí que els principals afers administratius només es podien tractar a Preston.[5]
7. Els cavallers del comtat eren elegits a Brentford i presidien les sessions del tribunal de justícia de primera instància Middlesex, que tenien lloc a Clerkenwell; els judicis per a crims greus tenien lloc a l'Old Bailey i eren presidits pels regidors de la ciutat (aldermen) i en cas de trobar-los culpables els acusats anaven a la presó de Newgate (que funcionava com la presó del comtat de Middlesex). El Consell del Comtat (Middlesex Guildhall) va fer les reunions a Westminster des de la seva creació el 1889 fins a la seva abolició el 1965.[6]
8. La posició d'Alnwick com a county town sembla basar-se en el castell, que havia estat residència del duc de Northumberland, però també perquè els cavallers del comtat eren escollits en aquesta ciutat.[7] Tanmateix els tribunals (assises) del comtat eren principalment a Newcastle upon Tyne. El castell de Morpeth feia la funció de presó de Northumberland, i les garjoles hi foren construïdes el 1824.[8][9]
9. Els cavallers del comtat eren elegits a Ilchester. Somerton esdevingué temporalment la county town a finals del segle xiii, quan la cort comtal i la presó del comtat foren traslladades a Ilchester.[10]
10. Una llei del 1791 va donar poder als jutges de pau del comtat de Surrey per constituir un nou tribunal i una presó del comtat a Newington, adjacent al burg de Southwark i als suburbis de Londres.[11] Pel 1799 els edificis van estar enllestits i l'administració del comtat hi va mantenir la seu fins al 1893.[12] Newington, o més acuradament Southwark, sovint era descrita com a county town, per exemple en un text escolar del 1828.[13]
11. Horsham era considerada de vegades la county town de Sussex per haver-hi la presó del comtat i per celebrar-se a la vila periòdicament sessions del tribunal de justícia (assise). Les darreres assises van tenir-hi lloc el 1830, mentre que la presó fou tancada el 1845.[14]
12. El consell del comtat de Wiltshire afirma que Wiltshire "mai va tenir una capital ben reconeguda". Wilton va ser la seu de les Sessions Trimestrals per a l'elecció dels cavallers del comtat fins al 1832, però els cavallers eren nomenats a Devizes.[15] Una gaseta que es publicava a la dècada del 1870 descriu "Salisbury i Devizes" com les "county towns".[16] L'Encyclopædia Britannica del 1911 anomena només Salisbury com a capital.
13. Nottingham fou constituïda com a corporació comtal (county corporate) separada de Nottinghamshire el 1449. L'àrea contenia l'edifici del Shire Hall, que continuava sent part de Nottinghamshire, encara que fora del seu territori (exclave).[17]

#### Comtats històrics d'Escòcia
| Comtat                           | County town                                                      |
| -------------------------------- | ---------------------------------------------------------------- |
| Aberdeenshire                    | Aberdeen¹                                                        |
| Angus (o Forfarshire)            | Forfar                                                           |
| Argyll                           | Lochgilphead (antigament Inveraray)²                             |
| Ayrshire                         | Ayr                                                              |
| Banffshire                       | Banff                                                            |
| Berwickshire                     | Duns (antigament Berwick-upon-Tweed, antigament Greenlaw)        |
| Bute                             | Rothesay                                                         |
| Caithness                        | Wick                                                             |
| Clackmannanshire                 | Alloa (abans Clackmannan)                                        |
| Cromartyshire                    | Cromarty                                                         |
| Dumfriesshire                    | Dumfries                                                         |
| Dunbartonshire                   | Dumbarton                                                        |
| East Lothian (o Haddingtonshire) | Haddington                                                       |
| Fife                             | Cupar                                                            |
| Inverness-shire                  | Inverness                                                        |
| Kincardineshire                  | Stonehaven (antigament Kincardine - però no Kincardine-on-Forth) |
| Kinross-shire                    | Kinross                                                          |
| Kirkcudbrightshire               | Kirkcudbright                                                    |
| Lanarkshire                      | Lanark³                                                          |
| Midlothian (o Edinburghshire)    | Edimburg4                                                        |
| Morayshire (o Elginshire)        | Elgin                                                            |
| Nairnshire                       | Nairn                                                            |
| Orkney                           | Kirkwall                                                         |
| Peeblesshire                     | Peebles                                                          |
| Perthshire                       | Perth                                                            |
| Renfrewshire                     | Renfrew⁵                                                         |
| Ross-shire                       | Dingwall (també la county town de Ross and Cromarty)             |
| Roxburghshire                    | Jedburgh (abans Roxburgh)⁶                                       |
| Selkirkshire                     | Selkirk                                                          |
| Shetland                         | Lerwick                                                          |
| Stirlingshire                    | Stirling                                                         |
| Sutherland                       | Dornoch7                                                         |
| West Lothian (o Linlithgowshire) | Linlithgow                                                       |
| Wigtownshire                     | Wigtown8                                                         |

1. El 1900 Aberdeen esdevé una ciutat-comtat fora d'Aberdeenshire.
2. Inveraray (seu del Duc d'Argyll) fou considerada county town fins al 1890, quan el consell del comtat d'Argyll va establir la seva seu a Lochgilphead.
3. La seu del consell del comtat de Lanark County Council s'establí el 1890 a Glasgow. En 1893 Glasgow esdevé un comtat i va restar fora de l'àrea del consell. El consell comtal fou traslladat a Hamilton en 1964.[18]
4. Edinburgh fou fet comtat i tret del comtat de Midlothian.
5. La seu del consell comtal de Renfrew era a Paisley des de 1890.
6. Newtown St Boswells era la seu administrativa del consell comtal establert de 1890.
7. La seu del consell comtal de Sutherland era a Golspie des de 1890.
8. Stranraer esdevingué seu administrativa del consell comtal de Wigtown en 1890, i sovint descrita com a "county town".

#### Comtats històrics de Gal·les
Aquesta llista mostra les county towns abans de les reformes de 1889.
| Comtat          | County town                   |
| --------------- | ----------------------------- |
| Anglesey        | Llangefni (abans Beaumaris)   |
| Brecknockshire  | Brecon                        |
| Caernarfonshire | Caernarfon                    |
| Cardiganshire   | Aberteifi                     |
| Carmarthenshire | Carmarthen                    |
| Denbighshire    | Ruthin (abans Denbigh)        |
| Flintshire      | Mold (abans Flint)            |
| Glamorgan       | Cardiff                       |
| Merionethshire  | Dolgellau                     |
| Montgomeryshire | Montgomery                    |
| Monmouthshire ¹ | Monmouth ¹                    |
| Pembrokeshire   | Haverfordwest (abans Penfro)  |
| Radnorshire     | Presteigne (abans New Radnor) |

¹ Entre 1536 i 1974 Monmouthshire fou inclòs dins d'Anglaterra pels successius governs anglesos i britànics per a algunes qüestions administratives i legals. Sempre considerat culturalment i eclesiàstica com a part de Gal·les, particularment pels gal·lesos, quan fou introduïda la nova legislació local en 1974 fou inclòs al País de Gal·les de manera inequív0ca. El comtat fou anomenat Monmouth, però la cort del sheriff era alternativament a Monmouth i Newport.

#### Comtats d'Irlanda del Nord
| Comtat              | County town |
| ------------------- | ----------- |
| Comtat d'Antrim     | Aontroim    |
| Comtat d'Armagh     | Armagh      |
| Comtat de Down      | Downpatrick |
| Comtat de Fermanagh | Enniskillen |
| Comtat de Derry     | Coleraine   |
| Comtat de Tyrone    | Omagh       |

Note – Malgrat que Belfast és la capital d'Irlanda del Nord, no és la county town de cap comtat. El Gran Belfast ocupa dos comtats (Antrim i Down).

### República d'Irlanda
| Comtat                                 | County town                                         |
| -------------------------------------- | --------------------------------------------------- |
| Comtat de Carlow                       | Carlow                                              |
| Comtat de Cavan                        | Cavan                                               |
| Comtat de Clare                        | Ennis                                               |
| Comtat de Cork                         | Cork                                                |
| Comtat de Donegal                      | Lifford                                             |
| Comtat de Dublín                       | Dublín                                              |
| Dún Laoghaire-Rathdown                 | Dún Laoghaire *                                     |
| Fingal                                 | Swords *                                            |
| Comtat de Galway                       | Galway                                              |
| Comtat de Kerry                        | Tralee                                              |
| Comtat de Kildare                      | Naas                                                |
| Comtat de Kilkenny                     | Kilkenny                                            |
| Comtat de Laois (abans Queen's County) | Portlaoise (abans Maryborough)                      |
| Comtat de Leitrim                      | Carrick-on-Shannon                                  |
| Comtat de Limerick                     | Limerick                                            |
| Comtat de Longford                     | An Longfort                                         |
| Comtat de Louth                        | Dundalk                                             |
| Comtat de Mayo                         | Castlebar                                           |
| Comtat de Meath                        | Navan (abans Trim).                                 |
| Comtat de Monaghan                     | Monaghan                                            |
| Tipperary Nord                         | Nenagh des de 1898, abans Cashel ~                  |
| Comtat d'Offaly (antic King's County)  | Tullamore (des de 1835), originàriament Philipstown |
| Comtat de Roscommon                    | Roscommon                                           |
| Comtat de Sligo                        | Sligo                                               |
| Dublín Sud                             | Tallaght *                                          |
| Tipperary Sud                          | Clonmel ~                                           |
| Comtat de Waterford                    | Dungarvan (abans Waterford).                        |
| Comtat de Westmeath                    | Mullingar                                           |
| Comtat de Wexford                      | Wexford                                             |
| Comtat de Wicklow                      | Wicklow                                             |

Nota:

'*' indica que el comtat fou creat després de les reformes de finals del segle xix

'~' indica que el comtat fou creat a començaments del segle xix

## County towns després de les reformes delseglexix
Amb la creació dels consells comtats electres en 1889 la localització de la seu administrativa, en alguns casos es va allunyar de la capital tradicional. D'altra banda, entre 1965 i 1974 hi hagué més canvis de fronteres a Anglaterra i Gal·les i els comtats administratius foren substituïts pels nous comtats metropolitans i no metropolitans. Les fronteresvan ser sotmeses a alteracions addicionals entre 1995 i 1998 pera a crear autoritats unitàries i foren restaurats alguns dels antics comtats i county towns. (Nota: no totes les seus són o van ser anomenades County Halls o Shire Halls p. ex.: la seu del Cumbria County Council s'anomena The Courts). Abans de 1974 moltes seus del comtat es trobaven a ciutats i viles que havien tingut estatut de county borough p. ex.: un borough fora de la jurisdicció del consell del comtat.

### Anglaterra
| Consell del comtat              | Data                  | Seu |
| ------------------------------- | --------------------- | --- |
| Avon                            | 1974 a 1996           | Bristol |
| Bedfordshire                    | 1889 a 2009           | Bedford |
| Berkshire                       | 1889 a 1998           | Reading (county borough fins a 1974) |
| Ciutat i comtat Bristol         | 1996 fins ara         | Bristol |
| Buckinghamshire                 | 1889 ençà             | Aylesbury |
| Cambridgeshire                  | 1889 a 1965 1974 ençà | Cambridge |
| Cambridgeshire and Isle of Ely  | 1965 a 1974           | Cambridge |
| Cheshire                        | 1889 a 2009           | Chester |
| Cleveland                       | 1974 a 1996           | Middlesbrough |
| Cornualla (Gran Bretanya)       | 1889 ençà             | Truro (Cornualla) |
| Cumberland                      | 1889 a 1974           | County borough de Carlisle (county borough des de 1914) |
| Cúmbria                         | 1974 ençà             | Carlisle |
| Derbyshire                      | 1889 ençà             | Matlock (mogut des de Derby, county borough 1958) |
| Devon                           | 1889 ençà             | Exeter (county borough fins a 1974). El 1963 la Devon County Buildings Area fou transferida des del county borough d'Exeter al comtat administratiu de Devon, del qual en formà un enclavament fins a 1974. |
| Dorset                          | 1889 ençà             | Dorchester |
| Durham                          | 1889 ençà             | Durham |
| Essex                           | 1889 ençà             | Chelmsford |
| Gloucestershire                 | 1889 ençà             | Gloucester (county borough fins a 1974) |
| Gran Londres                    | 1965 a 1986 2002 ençà | County Hall, Lambeth (Greater London Council) City Hall, Southwark (Greater London Authority) |
| Gran Manchester                 | 1974 a 1986           | Manchester |
| Hampshire                       | 1889 ençà             | Winchester |
| Herefordshire                   | 1889 a 1974 1998 ençà | Hereford |
| Hereford i Worcester            | 1974 a 1998           | Worcester |
| Hertfordshire                   | 1889 ençà             | Hertford |
| Humberside                      | 1974 a 1996           | Beverley |
| Huntingdonshire                 | 1889 a 1965           | Huntingdon |
| Huntingdon i Peterborough       | 1965 a 1974           | Huntingdon |
| Isle of Ely                     | 1889 a 1965           | March |
| Illa de Wight                   | 1890 ençà             | Newport |
| Kent                            | 1889 ençà             | Maidstone |
| Lancashire                      | 1889 ençà             | Preston (county borough fins a 1974) |
| Leicestershire                  | 1889 ençà             | Glenfield (traslladat del county borough de Leicester en 1967) |
| Lincolnshire, Parts of Lindsey  | 1889 a 1974           | Lincoln (county borough) |
| Lincolnshire, Parts of Holland  | 1889 a 1974           | Boston |
| Lincolnshire, Parts of Kesteven | 1889 a 1974           | Sleaford |
| Lincolnshire                    | 1974 ençà             | Lincoln |
| Londres                         | 1889 a 1965           | Spring Gardens, Ciutat de Westminster fins a 1922, després County Hall a Lambeth. |
| Merseyside                      | 1974 a 1986           | Liverpool |
| Middlesex                       | 1889 a 1965           | Middlesex Guildhall a Westminster al Comtat de Londres |
| Norfolk                         | 1889 ençà             | Norwich (county borough fins a 1974) |
| Northamptonshire                | 1889 ençà             | Northampton (county borough fins a 1974) |
| Northumberland                  | 1889 ençà             | Newcastle upon Tyne 1889 – 1981 Morpeth des de 1981 |
| Nottinghamshire                 | 1889 ençà             | West Bridgford (traslladat del county borough de Nottingham en 1959) |
| Oxfordshire                     | 1889 ençà             | Oxford (county borough fins a 1974) |
| Soke of Peterborough            | 1889 a 1965           | Peterborough, encara que geogràficament considerat part de Northamptonshire |
| Rutland                         | 1889 a 1974 1997 ençà | Oakham |
| Shropshire                      | 1889 ençà             | Shrewsbury |
| Somerset                        | 1889 ençà             | Taunton |
| Staffordshire                   | 1889 ençà             | Stafford |
| East Suffolk                    | 1889 a 1974           | Ipswich (county borough) |
| West Suffolk                    | 1889 a 1974           | Bury |
| Suffolk                         | 1974 ençà             | Ipswich |
| Surrey                          | 1889 ençà             | Inner London Sessions House, Newington, fins a County Hall, Kingston upon Thames obert en 1893 (Kingston havia estat al Gran Londres des de 1965).                                                          |
| East Sussex                     | 1889 ençà             | Lewes |
| West Sussex                     | 1889 ençà             | Chichester (originalment unida a Horsham) |
| Tyne i Wear                     | 1974 a 1986           | Newcastle upon Tyne |
| Warwickshire                    | 1889 ençà             | Warwick |
| West Midlands                   | 1974 a 1986           | Birmingham |
| Westmorland                     | 1889 a 1974           | Kendal |
| Wiltshire                       | 1889 ençà             | Trowbridge |
| Worcestershire                  | 1889 a 1974 1998 ençà | Worcester (county borough fins a 1974) |
| Yorkshire, East Riding          | 1889 a 1974 1996 ençà | Beverley (més tard seu de Humberside) |
| Yorkshire, North Riding         | 1889 a 1974           | Northallerton |
| North Yorkshire                 | 1974 ençà             | Northallerton |
| South Yorkshire                 | 1974 a 1986           | Barnsley |
| Yorkshire, West Riding          | 1889 a 1974           | Wakefield (West Yorkshire) (county borough des de 1915) |
| West Yorkshire                  | 1974 a 1986           | Wakefield (West Yorkshire) |

### Gal·les
| County council  | Data                  | Seu                                  |
| --------------- | --------------------- | ------------------------------------ |
| Anglesey        | 1889 a 1974 1996 ençà | Llangefni                            |
| Brecknockshire  | 1889 a 1974           | Brecon                               |
| Caernarfonshire | 1889 a 1974           | Caernarfon                           |
| Carmarthenshire | 1889 a 1974 1996 ençà | Carmarthen                           |
| Cardiganshire   | 1889 a 1974           | Aberaeron                            |
| Clwyd           | 1974 a 1996           | Mold                                 |
| Denbighshire    | 1889 a 1974           | Denbigh                              |
| Dyfed           | 1974 a 1996           | Carmarthen                           |
| Flintshire      | 1889 to 1974          | Mold                                 |
| Glamorgan       | 1889 a 1974           | Cardiff (county borough)             |
| Gwent           | 1974 a 1996           | Newport (1974–78), Cwmbran (1978–96) |
| Gwynedd         | 1974 a 1996           | Caernarfon                           |
| Mid Glamorgan   | 1974 a 1996           | Cardiff (extraterritorial)           |
| Merionethshire  | 1889 a 1974           | Dolgellau                            |
| Montgomeryshire | 1889 a 1974           | Welshpool                            |
| Monmouthshire   | 1889 a 1974           | Newport (county borough des de 1891) |
| Pembrokeshire   | 1889 a 1974 1996 ençà | Haverfordwest                        |
| Radnorshire     | 1889 a 1974           | Llandrindod Wells                    |
| Powys           | 1974 ençà             | Llandrindod Wells                    |
| South Glamorgan | 1974 a 1996           | Cardiff                              |
| West Glamorgan  | 1974 a 1996           | Swansea                              |